# Егольцвіль
Егольцвіль (нім. Egolzwil) — громада  в Швейцарії в кантоні Люцерн, виборчий округ Віллізау.

## Географія
Громада розташована на відстані близько 50 км на північний схід від Берна, 27 км на північний захід від Люцерна.
Егольцвіль має площу 4,2 км², з яких на 17,6% дозволяється будівництво (житлове та будівництво доріг), 58,3% використовуються в сільськогосподарських цілях, 22,9% зайнято лісами, 1,2% не є продуктивними (річки, льодовики або гори).

## Демографія
2019 року в громаді мешкало 1514 осіб (+16,7% порівняно з 2010 роком), іноземців було 9,8%. Густота населення становила 362 осіб/км².
За віковим діапазоном населення розподілялося таким чином: 20,5% — особи молодші 20 років, 66,9% — особи у віці 20—64 років, 12,6% — особи у віці 65 років та старші. Було 636 помешкань (у середньому 2,4 особи в помешканні).
Із загальної кількості 595 працюючих 42 було зайнятих в первинному секторі, 176 — в обробній промисловості, 377 — в галузі послуг.